# Cap Carbonara
Pour les articles homonymes, voir Carbonara.
Le cap Carbonara est une presqu'île rocheuse située sur le territoire communal de Villasimius dans la province du Sud-Sardaigne au sud-est de la Sardaigne.

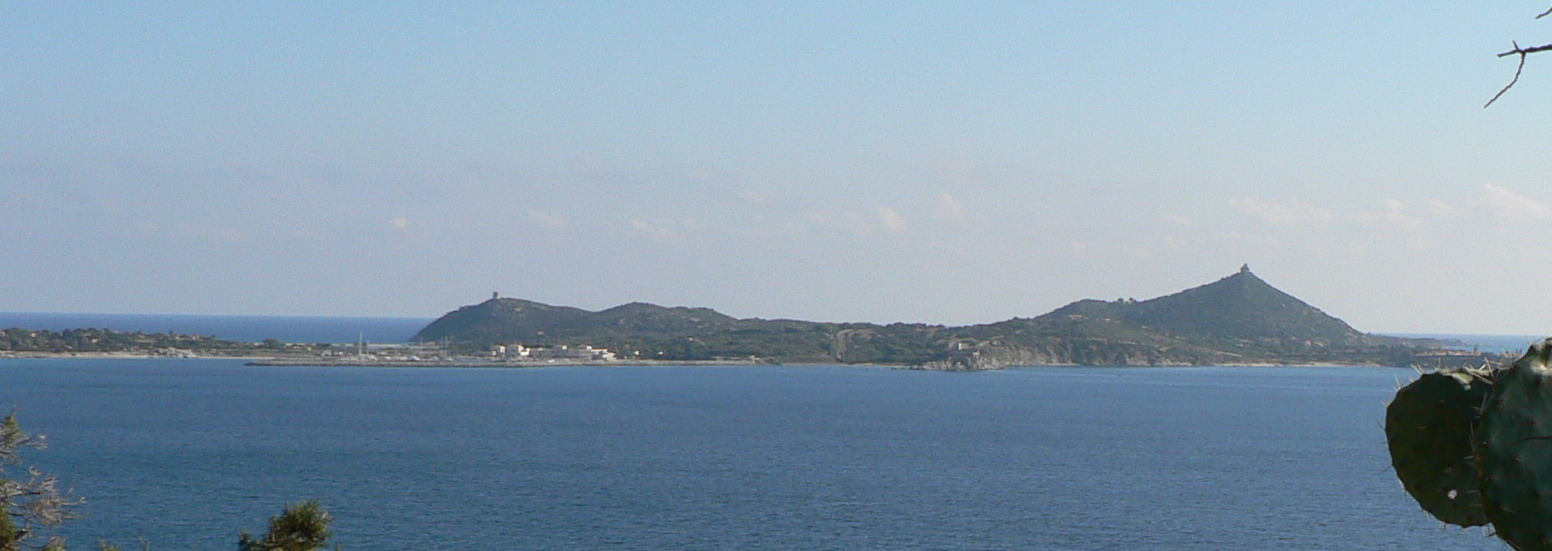
Vue panoramique du cap Carbonara.

## Géographie
Éloigné de six kilomètres du centre-ville et relié à la terre par un isthme de sable, il délimite à l'est le golfe de Cagliari. Sa longueur est d'environ 3,5 km et sa largeur maximale de 1,8 km.
Le cap offre de nombreux mouillages à la plaisance ainsi que plusieurs plages principalement de sable sur ses deux versants ;
- sur la côte ouest : le petit port de Villasimius avec une plage, les vestiges d'une ancienne forteresse avec la Torre vecchia, Punta Santo Stefano, nom de l'éperon qui constitue la partie distale du site et la frazione de Santa Caterina avec sa petite crique ;
- sur la côte est : la petite plage d'Is traias, la plage de Porto Giunco, le Stagno di Notteri avec les flamants roses, la Tour de Porto Giunco (it) et la petite plage de galets de Cava Usai (carrière de granit désaffectée dans les années 1950).

Sur la presqu'île se trouvent une station météorologique des forces aériennes et un phare de signalisation maritime.
En face du cap Carbonara, à environ 800 mètres au sud-est, est située l'île des Cavoli.
La zone marine, située en face de Capo Carbonara, ainsi que les îles de Cavoli et de Serpentara, font partie de l' Aire naturelle marine protégée de Capo Carbonara (it).

## Illustrations

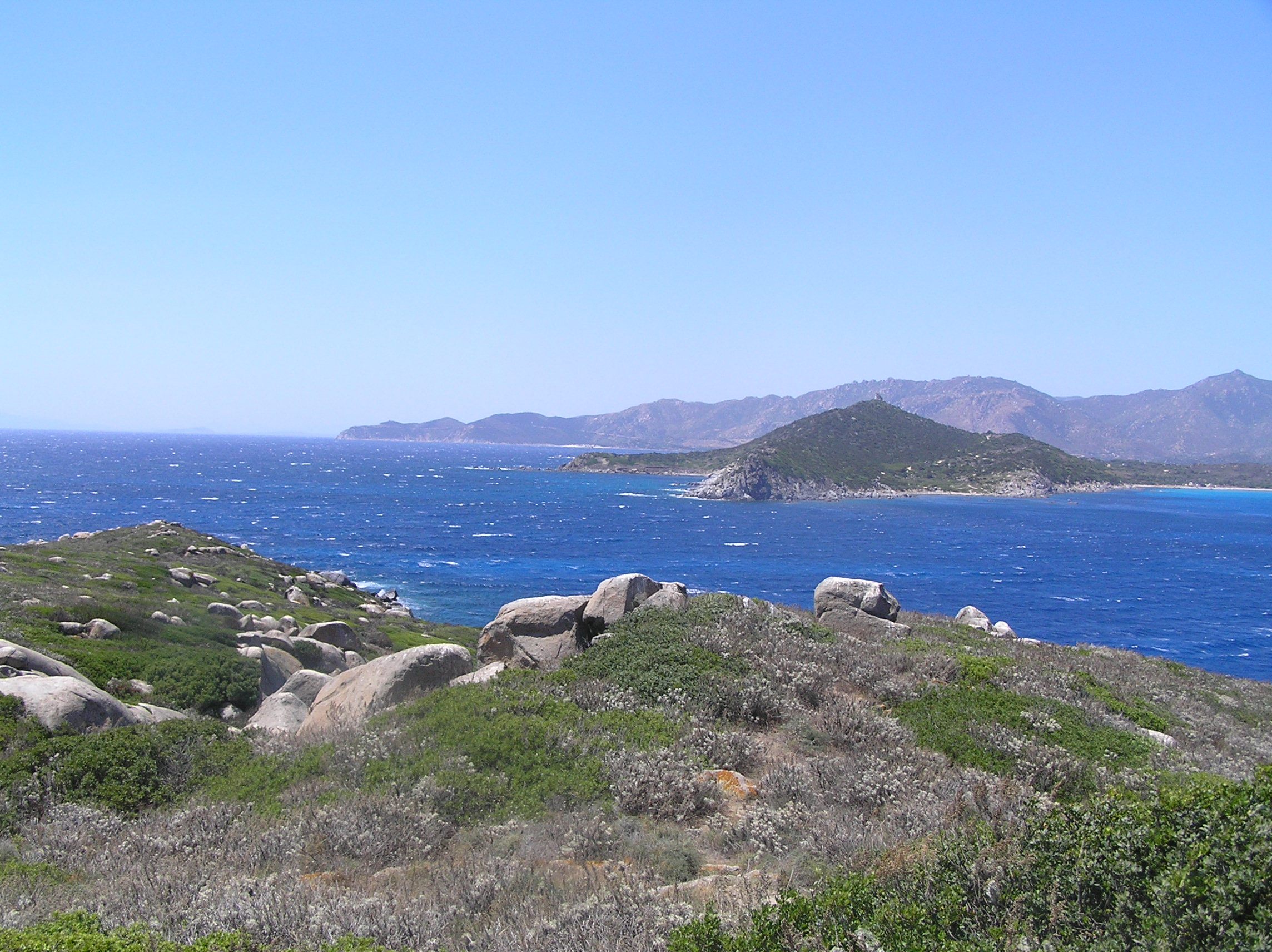
Cap Carbonara vu depuis l'île des Cavoli.
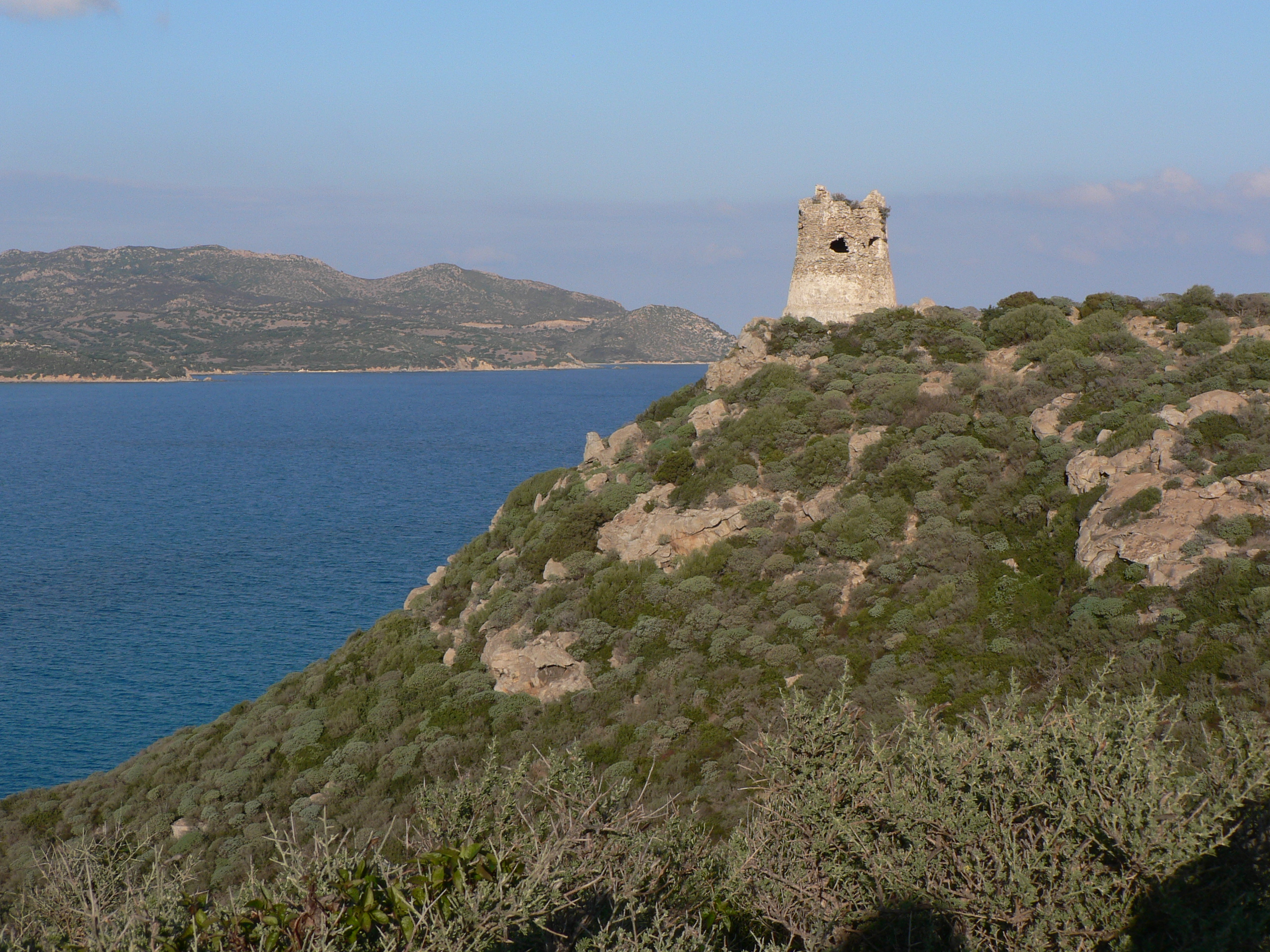
Tour de Porto Giunco.
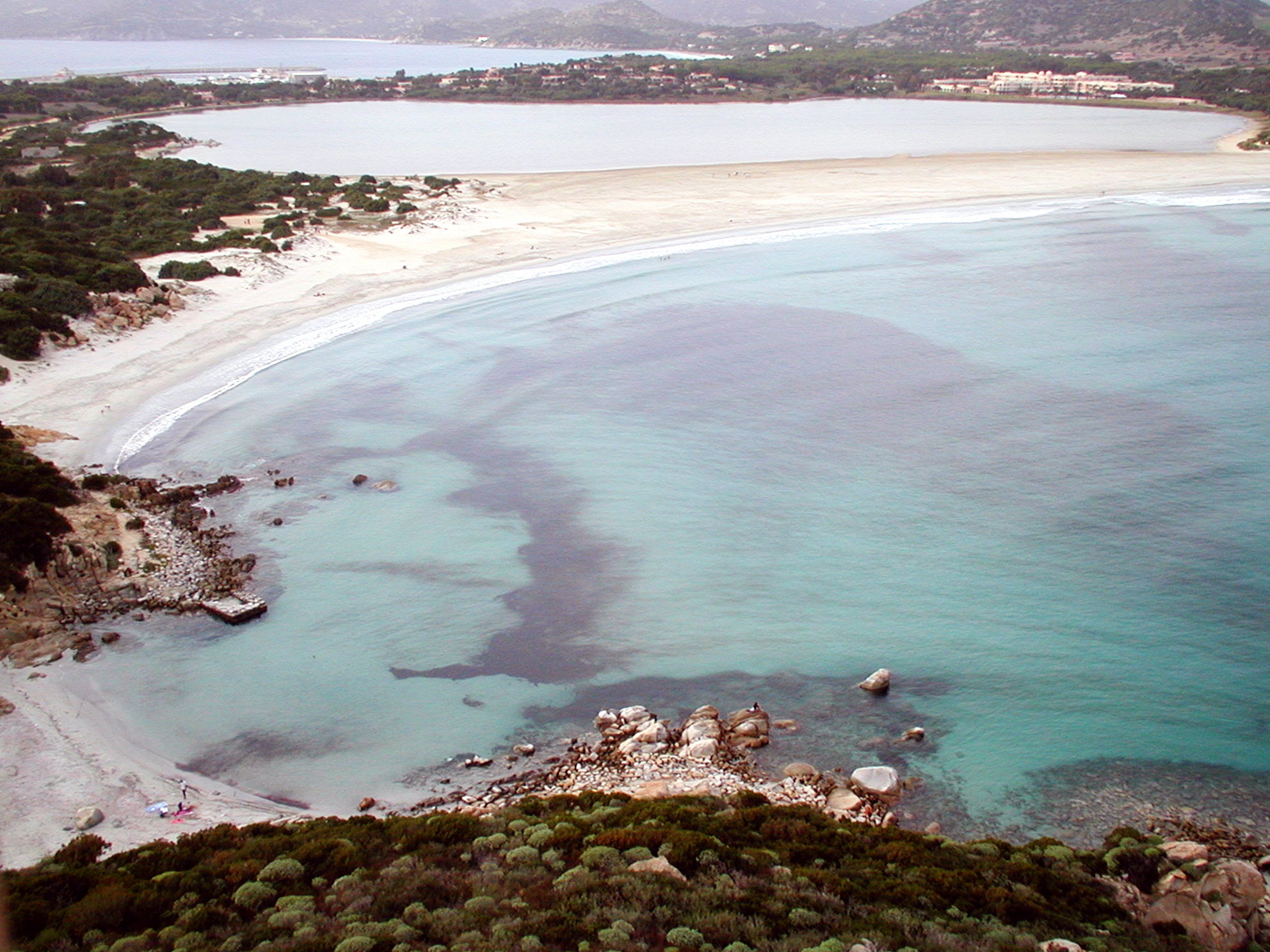
Vue de plages de sable blanc.